# Дніпровський гуманітарний університет
Дніпровський гуманітарний університет (ДГУ) є багатогалузевим закладом вищої освіти приватної форми власності, що провадить інноваційну освітню діяльність за різними ступенями вищої освіти, проводить фундаментальні та прикладні наукові дослідження, сприяє поширенню наукових знань та веде культурно-просвітницьку діяльність.
Університет здійснює підготовку здобувачів вищої освіти зі спеціальностей «Право», «Психологія», «Туризм» на першому (бакалаврському) і другому (магістерському) рівнях та зі спеціальності «Готельно-ресторанна справа» на першому (бакалаврському) рівні.
Місією Університету є формування високоосвіченої особистості з моральними й демократичними цінностями, підготовка високопрофесійного, конкурентоспроможного фахівця, який усвідомлює сутність і соціальну значущість своєї професії, поважає закон і здатний діяти за принципами справедливості для сталого розвитку суспільства.
Візія Університету полягає в тому, що заклад вищої освіти вбачається як інтелектуальний освітньо-науковий простір, інтегрований до світової наукової та освітянської спільноти, заснований на принципах доброчесності, професіоналізму, самовідданості, престижу, рівності та гендерно-чутливого лідерства заради розбудови безпечного суспільства.
Політикою Університету є:
1) безперервно вдосконалювати систему управління якістю своєї діяльності, забезпечуючи зростання конкурентоспроможності та стійкості університету на ринку освітніх послуг, розвиток наукової та інноваційної роботи, покращання фінансових показників; 
2) підвищувати якість підготовки абітурієнтів і здобувачів вищої освіти шляхом вдосконалення процедур довузівської підготовки, вхідного конкурсного відбору та створення позитивної мотивації студентів до навчання; 
3) забезпечити збільшення обсягу й розширення сфери науково-дослідної та інноваційної діяльності університету як основи для залучення додаткових фінансових ресурсів, підвищення кваліфікації та практичних навичок науково-педагогічного складу і допоміжного персоналу університету;
4) покращання бази для освітнього процесу та підготовки кадрів вищої кваліфікації;
5) удосконалювати систему матеріального забезпечення та соціальної захищеності співробітників університету.

## Історія
Дніпровський гуманітарний університет є правонаступником Товариства з обмеженою відповідальністю «Дніпропетровський гуманітарний університет», створеного згідно з рішенням загальних зборів Засновників (протокол від 23.05.2003 № 1), зареєстрованого Виконавчим комітетом Дніпропетровської міської ради 9 червня 2003 року (реєстраційна справа № 04052092Ю0030820). Таким чином, Днем Університету визначено 9 червня, який відзначається щорічно трудовим колективом та особами, які навчаються в Університеті.

## Герб
Офіційні кольори Університету є синій та білий.
Корпоративним символом Університету і графічною характеристикою його іміджу є герб – стилізоване поєднання символів спеціальностей (букви «псі» грецької абетки, символу справедливості – важелів, компасу), за якими відбувається підготовка фахівців в Університеті на фоні земної кулі, яка тримається на розкритій книзі з національним символом – гілочкою калини. Усі символи вкриті магістерською мантією та конфедераткою, що символізує належність закладу до системи вищої освіти та його статус – університет, що об’єднує тих, хто вчить, і тих, хто навчається.
Логотип Університету сприймається як спеціально розроблена, стилізована форма назви Університету в оригінальному зображенні – у колі на синьому фоні білими літерами накреслено абревіатуру Університету «ДГУ», а зверху розміщена магістерська конфедератка.

## Керівники
У різні часи Університет очолювали ректори:
1) доктор юридичних наук, професор Хряпінський Петро Васильович (2003-2004 рр.);
2) кандидат юридичних наук, доцент Мінка Павло Якович (2004-2013 рр.);
3) доктор юридичних наук, професор, Заслужений юрист України Негодченко Олександр Володимирович (2013-2018 рр.);
4) кандидат юридичних наук, доцент Кисельов Олександр Олександрович (2019-2020 рр.).
Із січня 2021 року ректором університету є доктор юридичних наук, професор Кириченко Олег Вікторович.
|  |  |  |  |  |

## Сьогодення
Протягом 2020-2021 рр. з метою оптимізації структурно-функціонального забезпечення діяльності Університету, оптимізації управління діяльністю закладу у сфері освітньої та наукової діяльності, міжнародного співробітництва та академічної мобільності відбулися зміни в організаційній структурі Університету. Зокрема, в університеті були реорганізовані кафедри університету, оновлено склад науково-педагогічних працівників, створено відділ організації наукової роботи, міжнародних зв’язків та академічної мобільності і Науково-дослідну лабораторію з актуальних проблем гуманітарних наук.
На сьогодні діяльність Університету забезпечує 78 працівників, із них науково-педагогічних та наукових працівників – 56 осіб (14 докторів наук та 21 кандидатів наук, із них 10 професорів та 15 доцентів). До освітньої діяльності на умовах сумісництва залучено 11 науково-педагогічних працівників (2 доктори наук та 5 кандидатів наук, із них 5 доцентів). 3 науково-педагогічних та наукових працівників є заслуженими юристами України, один – заслуженим лікарем України, 3 – відмінники освіти України. Крім цього, до освітнього процесу постійно залучаються роботодавці та фахівці за профілем навчальних дисциплін.
Висока професійна майстерність науково-педагогічних працівників дозволяє здійснювати підготовку висококваліфікованих фахівців – майбутніх юристів, психологів, фахівців у сфері туристичного та готельно-ресторанного бізнесу – на рівні сучасних вимог ринку праці, тобто бути конкурентоздатними на ньому, що в сучасних умовах є запорукою успішного працевлаштування здобувачів вищої освіти по завершенню ними навчання в університеті.

## Підрозділи університету
Освітній процес забезпечують кафедри: права, психології, туристичного та готельно-ресторанного бізнесу, міжкультурної комунікації та соціально-гуманітарних дисциплін.

## Освітньо-професійні програми
В Університеті реалізується сім освітньо-професійних програм за чотирма спеціальностями, які відповідають вимогам Стандартів вищої освіти за рівнями вищої освіти та спеціальностями, що ліцензовані університетом:
- освітньо-професійна програма «Право» підготовки фахівців першого (бакалаврського) рівня вищої освіти за спеціальністю 081 Право в галузі знань 08 Право;
- освітньо-професійна програма «Право» підготовки фахівців другого (магістерського) рівня вищої освіти за спеціальністю 081 Право в галузі знань 08 Право;
- освітньо-професійна програма «Психологія» підготовки фахівців першого (бакалаврського) рівня вищої освіти за спеціальністю 053 Психологія в галузі знань 05 Соціальні та поведінкові науки;
- освітньо-професійна програма «Психологія» підготовки фахівців другого (магістерського) рівня вищої освіти за спеціальністю 053 Психологія в галузі знань 05 Соціальні та поведінкові науки;
- освітньо-професійна програма «Туризм» підготовки фахівців першого (бакалаврського) рівня вищої освіти за спеціальністю 242 Туризм в галузі знань 24 Сфера обслуговування;
- освітньо-професійна програма «Туризм» підготовки фахівців другого (магістерського) рівня вищої освіти за спеціальністю 242 Туризм в галузі знань 24 Сфера обслуговування;
- освітньо-професійна програма «Готельно-ресторанна справа» підготовки фахівців першого (бакалаврського) рівня вищої освіти за спеціальністю 241 Готельно-ресторанна справа в галузі знань 24 Сфера обслуговування.

## Інше
За роки існування Університету було підготовлено понад 4500 випускників. Щорічно загальна кількість студентів складає 1300-1500 осіб. Здобувачі вищої освіти представляють різні регіони країни, зокрема: Дніпропетровську, Запорізьку, Харківську, Кіровоградську, Донецьку, Луганську, Херсонську, Миколаївську, Полтавську області та м. Київ.
Наукова діяльність університету здійснюється відповідно до загальноуніверситетських тем наукових досліджень на 2021-2025 рр., які отримали державну реєстрацію:
1) теоретико-прикладні проблеми розвитку індустрії туризму та гостинності у конкурентному середовищі (державний реєстраційний номер 0121U109900);
2) теоретико-прикладні проблеми забезпечення правопорядку та протидії злочинності (державний реєстраційний номер 0121U109567);
3) теоретично-прикладні аспекти прикладної лінгвістики» (державний реєстраційний номер 0121U109912);
4) моделювання психічних процесів (державний реєстраційний номер 0121U109965).
В університеті діє Рада молодих вчених, Школа ораторської майстерності «Перуниця» та студентські наукові гуртки («Правознавець», «Психея», «Сузір’я гостинності»).
Науково-педагогічні та наукові працівники, здобувачі вищої освіти беруть активну участь у міжнародних, всеукраїнських та регіональних науково-практичних форумах, конференціях, семінарах тощо.
Університетом щорічно проводяться міжнародні науково-практичні конференції «Забезпечення правопорядку та протидії злочинності в Україні та у світі: проблеми та шляхи їх вирішення», «Актуальні проблеми сучасної психології»; Всеукраїнський форум «Соціально-психологічні та правові аспекти протидії насиллю в освітніх закладах»; всеукраїнські науково-практичні конференції «Сучасні погляди на прикладну лінгвістику», «Актуальні проблеми юриспруденції та психології» для здобувачів вищої освіти тощо.
У 2004 році університет разом із Національною академією внутрішніх справ та Всеукраїнським фондом юридичної науки ім. В.В. Сташиса став співзасновником наукового журналу «Право і суспільство», який включено до переліку фахових видань із юридичних наук категорії «Б». У журналі публікуються статті провідних вітчизняних та іноземних вчених, здійснюється популяризація наукових досліджень з юридичних наук.
Особлива увага приділяється постійному розширенню міжнародного співробітництва, вивчення можливостей використання передового зарубіжного досвіду в удосконаленні освітньої діяльності. Постійний обмін досвідом під час роботи міжнародних конференцій, стажування науково-педагогічних працівників та проходження практики здобувачами вищої освіти за кордоном, участь у спільних проєктах говорять про реальність євроінтеграційних процесів, що відбуваються в університеті.
Університетом створено необхідну матеріально-технічну базу для організації та забезпечення повноцінного освітньо-виховного процесу, здійснення наукової діяльності, а також сприятливі умови для роботи працівників і студентів Університету. Для здобувачів вищої освіти з метою відпрацювання їх практичних навиків в університеті створено Залу судових засідань, навчальні лабораторії «Готельний номер» та «Ресторанна зала».
В університеті функціонує бібліотека, комп’ютерні та спортивні зали, зали для проведення культурно-масових заходів на 250 та 600 місць. У приміщеннях університету функціонує Wi-Fi зони з доступом до Інтернету.
Університетом укладено угоди про співробітництво з провідними закладами вищої освіти регіону з питань проходження здобувачами вищої освіти військової підготовки у відповідних підрозділах цих закладів, а також щодо розміщення здобувачів у гуртожитках.